# حلزون آکاوس
حلزون آکاوس (نام علمی: 'Acavus') سرده‌ای از حلزون‌های شش‌دار محسوب می‌گردند. این سرده بومی سری لانکا هستند.

## گونه‌ها
- حلزون ساپرب
- حلزون فونیکس
- حلزون همستوما